# Маркус Кеттерер
Маркус Кеттерер (фін. Markus Ketterer; 23 серпня 1967, м. Гельсінкі, Фінляндія) — фінський хокеїст, воротар. Член Зали слави фінського хокею (2005).
Вихованець хокейної школи «Йокеріт» (Гельсінкі). Виступав за «Йокеріт» (Гельсінкі), ТПС (Турку), «Рочестер Амерікенс» (АХЛ), «Фер'єстад» (Карлстад).
У складі національної збірної Фінляндії провів 108 матчів; учасник зимових Олімпійських ігор 1992, учасник чемпіонатів світу 1989, 1990, 1991, 1992, 1993 і 1996, учасник Кубка Канади 1991, учасник Кубка світу 1996. У складі молодіжної збірної Фінляндії учасник чемпіонату світу 1987. 
Досягнення
- Срібний призер чемпіонату світу (1994)
- Чемпіон Фінляндії (1989, 1990, 1991, 1992, 1994), бронзовий призер (1998)
- Чемпіон Швеції (1997).